# Letter 2 My Unborn
Letter 2 My Unborn è il secondo singolo di Tupac Shakur estratto dall' album postumo Until the End of Time, ed è stato pubblicato il 27 marzo 2001.
La canzone è basata su un campionamento della canzone del 1987 Liberian Girl di Michael Jackson.

## Tracce
"12
1. "Letter 2 My Unborn" - 3:55
2. "Letter 2 My Unborn" (instrumental) - 3:55
3. "Hell 4 a Hustler" - 4:56

Side A
1. "Letter 2 My Unborn" - 3:57
2. "Letter 2 My Unborn" (instrumental) - 3:57
3. "Letter 2 My Unborn" (a cappella) - 3:56

Side B
1. "Niggaz Nature" (remix) (radio edit) - 3:45
2. "Niggaz Nature" (remix) - 5:04
3. "Niggaz Nature" (remix) (instrumental) - 5:08
4. "Niggaz Nature" (remix) (a cappella) - 4:57